# Hinrich Conrad Bauditz
Hinrich Conrad Bauditz, auch Hinrich Conrad Baudissin und Hinrich Conrad Bauditzen (* um 1662 in Hamburg; † 4. Januar 1715 in Stade) war ein deutscher Porträtmaler und Ingenieuroffizier.

## Leben und Wirken

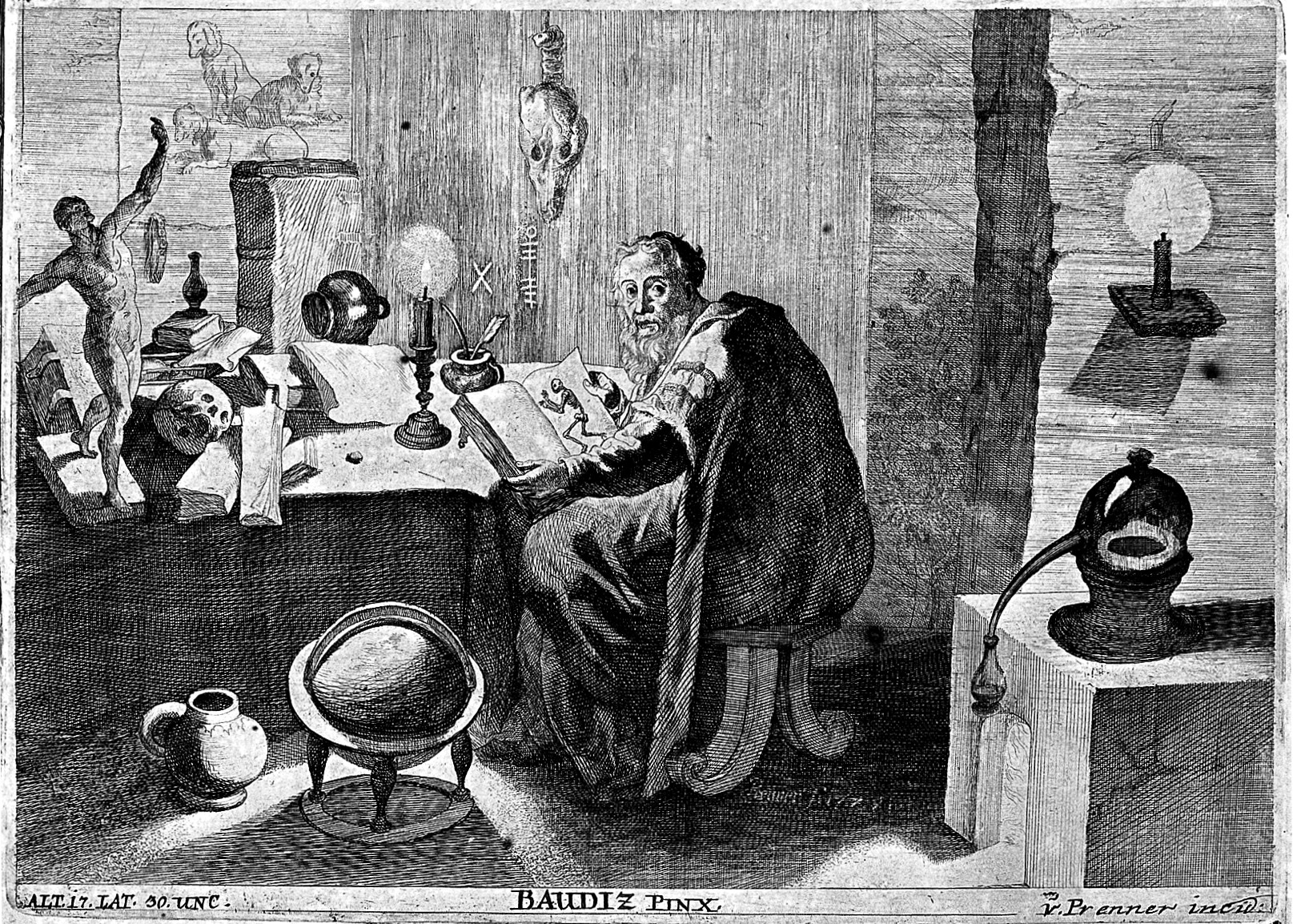
Johann Joseph von Prenner: Alchemist, Stich nach einem Gemälde von Hinrich Conrad Bauditz

Bauditz war ein Sohn des gottorfischen Hofmarschalls Heinrich Günther von Baudissin (* 30. März 1636 in Kiel; † 19. September 1673 in Schleswig) und der Nonny, geborene Cunningham. Albrecht von Cunningham war als Vater der Mutter ein Hauptmann in dänischen Diensten. Bauditz hatte eine Stiefmutter namens Sara von Günderoth und wurde im Alter von elf Jahren Vollwaise.
Bauditz’ Kindheit und Ausbildung sind nicht dokumentiert. Einer seiner Enkel notierte in einer Bibel, dass Bauditz als Ingenieuroffizier gearbeitet habe. Daher ist davon auszugehen, dass er eine Akademie für Ritter oder des Militärs durchlief. Spätestens Anfang 1684 ließ er sich in Rendsburg nieder. In einem im Juni 1684 verfassten Brief bezeichnete er den Ort als sein „zu Hause“. Am 30. Dezember desselben Jahres legte er den Rendsburger Bürgereid ab.
Bauditz, dem zwei Häuser und ein Schiff gehörten, war ein reicher und angesehener Rendsburger Bürger, während sein jüngerer Halbbruder, der kursächsische General Wolf Heinrich von Baudissin zum Reichsgrafen aufstieg. Bauditz übernahm mehrfach Vormundschaften und agierte als Kurator für Angehörige seiner zweiten Ehefrau und galt bei seinem Tod „als eine höher gestellte Persönlichkeit“. Seine Beisetzung fand am 5. Januar 1715 in der Stader Nicolaikirche statt.

## Familie
In erster Ehe heiratete Bauditz am 18. November 1684 in der Rendsburger Marienkirche Susanne Böhrnsen (getauft am 16. August 1665 in Rendsburg; † 21. April 1686 ebenda, begraben am 2. Mai 1686). Böhrnsen war eine Tochter des Amtschneiders Hans Böhrnsen und stammte somit aus der Linie Böhrnsen Mohr-Schulendamm. Ihre Mutter hieß Margaretha, geborene Petersen. Das Ehepaar hatte einen Sohn.
Nach dem Tod der ersten Ehefrau ehelichte Bauditz am 17. Januar 1689 Catharina Gude (* 21. Februar 1659 in Rendsburg), deren Vater der Holzhändler und Rendsburger Bürgermeister Claus Gude war. Ihre Mutter hieß Abel thor Smede. Das Ehepaar bekam vier Söhne, darunter als jüngsten Sohn Adolph August Bauditz (1696–1763), Oberförster des Herzogs Friedrich Karl von Schleswig-Holstein-Sonderburg-Plön. Dieser heiratete in Rendsburg die Tochter des Postmeisters Marx Claußen, Catharina Louise Claußen. Aus der Ehe entstand ein Familienzweig der Familie Baudissin, der heute in Dänemark, Schleswig-Holstein und Hamburg zu finden ist. Die dänischen Bauditz-Nachfahren wurden in den dänischen Adel inkorporiert und stellten zahlreiche Generäle.
Bauditz’ zweite Ehefrau starb während der Pest 1712 in Rendsburg und wurde laut Läuteregister der Marienkirche am 2. Oktober 1712 begraben.

## Werke
Von 1684 bis 1700 führte Bauditz einen Schriftverkehr mit seinem Onkel Bendix von Cunningham, von dem 13 Briefe noch existieren. Diese zeigen Bauditz als bekannten Maler von Porträts, der zahlreiche Aufträge erhielt. Bauditz reiste oft, insbesondere durch Schleswig-Holstein und Dänemark und malte während der Reisen Angehörige des Adels sowie Offiziers- und Bürgerfamilien. 1684 und 1691 übernahm er Aufträge in Rendsburg, 1688 in Hamburg und Glückstadt sowie in Glücksburg. 1692 porträtierte er in Depenau den Obristen Joachim von Brockdorff und dessen junge Tochter Constantia von Cosel. 1699 reiste er nach Gut Sandholt auf Fünen, wo er den Obristen Jacob de Bruin im Bild festhielt.
Der Däne Sophus Bauditz, ein Nachkomme Hinrich Conrad Bauditz, notierte um 1900, dass dessen Gemälde oftmals mit denen von Abraham Wuchters vertauscht worden seien. Aufgrund fehlender Signaturen ist es heute nicht mehr möglich, ihm seine Werke eindeutig zuzuordnen. Herr Wald von Bauditz (vermutlich Waldemar Gustav Otto Bauditz, 1822–1901) in Kopenhagen besaß 1882 ein Porträt von Bauditz zweiter Frau, das im Danmarks Adels Arborg von 1909 zu sehen ist. Gemäß dortigen Angaben gehörte es Hans Conrad Bauditz aus Holstein, der jedoch bereits 1900 in Hamburg gestorben war. Heute ist das Bild nicht mehr aufzufinden.